# Copa Constitució 1996-1997
La Copa Constitució 1996-1997 è stata la 5ª edizione della Coppa di Andorra di calcio, disputato nella primavera del 1997. Fu vinta dal Principat, al suo quarto titolo.
È noto soltanto il risultato della finale.

## Finale
| Andorra La Vella | Principat | 7 – 0 | UE Sant Julià | Estadi Comunal d'Aixovall |